# Wojciech Chmielewski (pisarz)
Wojciech Chmielewski (ur. 8 marca 1969 w Warszawie) – polski prozaik, historyk i dziennikarz.

## Życiorys
Na Uniwersytecie Warszawskim ukończył studia na kierunkach historia (1993) i dziennikarstwo. Autor powieści, opowiadań, esejów i recenzji. Twórca słuchowisk dla Teatru Polskiego Radia. Publikował m.in. w „Rzeczpospolitej”, „Odrze”, „Borussii”, „Wyspie”, „Dialogu”, „Arcanach”, „Nowych Książkach”, „W drodze”, „Czterdzieści i Cztery”.
Został członkiem jury Nagrody Literackiej im. Marka Nowakowskiego.

## Wybrane publikacje
- Biały bokser (2006)
- Brzytwa (2008)
- Kawa u Doroty (2010)
- Najlepsza dentystka w Londynie (2014)
- Belweder gryzie w rękę (2017)[1][5]
- Magiczne światło miasta (2019)
- Jezioro Dargin (2021), ISBN 978-83-07-03498-0
- Sylwia z Gibalaka i inne opowiadania (2023)
- Obcy diabeł. 31 opowiadań (2023)

## Nagrody i wyróżnienia
- wyróżnienie w VI edycji Nagrody Literackiej im. Józefa Mackiewicza za tom opowiadań Biały bokser
- nominacja do Nagrody Mediów Publicznych Cogito za książkę Brzytwa
- laureat pierwszej edycji Nagrody Literackiej im. Marka Nowakowskiego dla autorów opowiadań (2017)[1]
- laureat Nagrody im. Cypriana Kamila Norwida w kategorii Literatura za powieść Belweder gryzie w rękę (2018)[6]
- wyróżnienie Feniks 2024 za książkę Obcy diabeł. 31 opowiadań[7]